# Saison 2017 de l'équipe cycliste Bardiani CSF
La saison 2017 de l'équipe cycliste Bardiani CSF est la trente-sixième de cette équipe.

## Préparation de la saison 2017

### Sponsors et financement de l'équipe

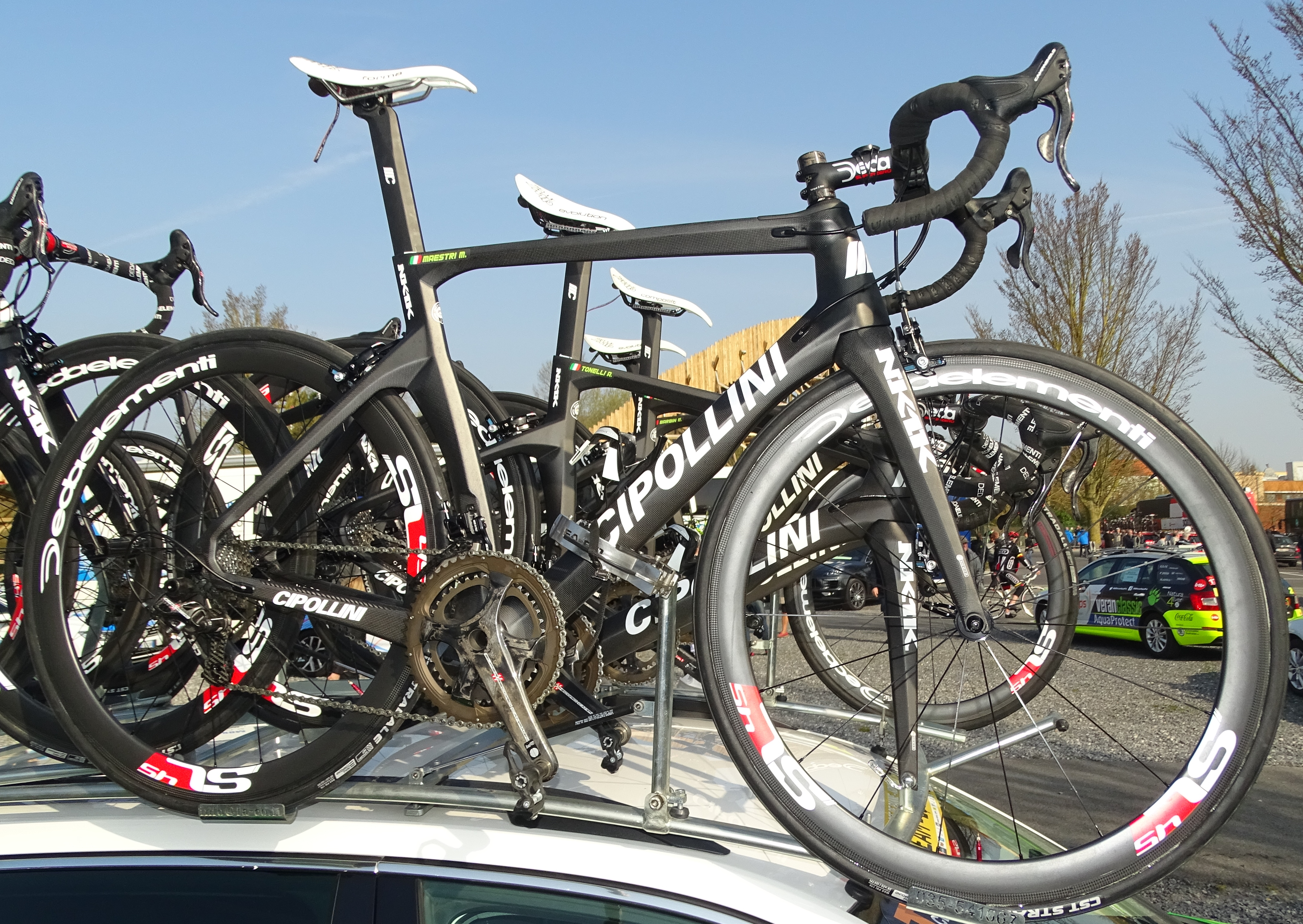
Vélos de l'équipe lors des Trois Jours de La Panne.
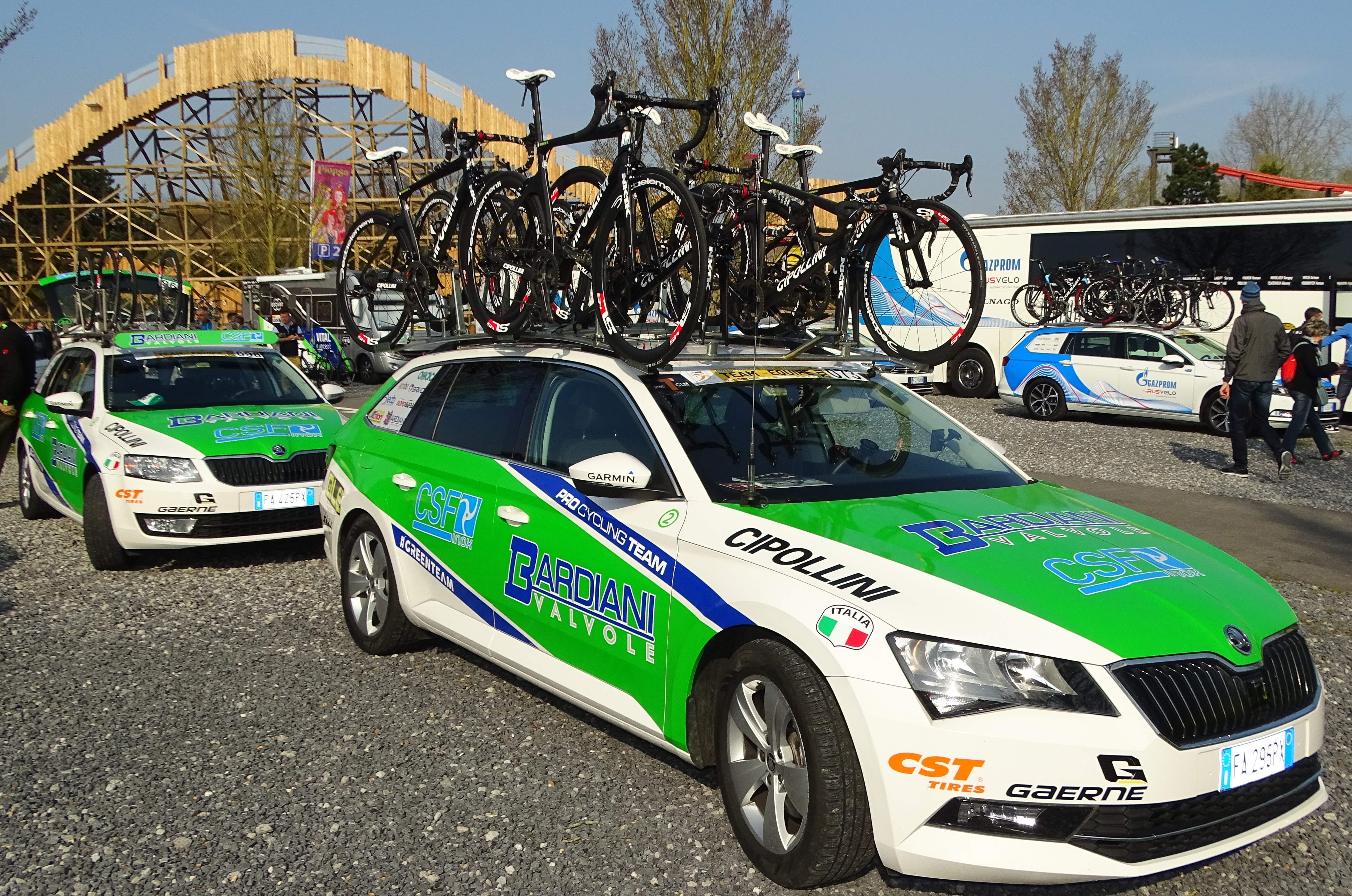
Véhicules et vélos de l'équipe lors des Trois Jours de La Panne.

### Arrivées et départs
| Arrivées          | Équipe 2016                 |
| ----------------- | --------------------------- |
| Vincenzo Albanese | Hopplà-Petroli Firenze      |
| Michael Bresciani | Zalf Euromobil Désirée Fior |
| Marco Maronese    | Zalf Euromobil Désirée Fior |
| Niccolò Pacinotti | Hopplà-Petroli Firenze      |
| Luca Wackermann   | Al Nasr Dubaï               |

| Départs                    | Équipe 2017    |
| -------------------------- | -------------- |
| Francesco Manuel Bongiorno |                |
| Luca Chirico               |                |
| Sonny Colbrelli            | Bahrain-Merida |
| Luca Sterbini              |                |

## Coureurs et encadrement technique

### Effectif

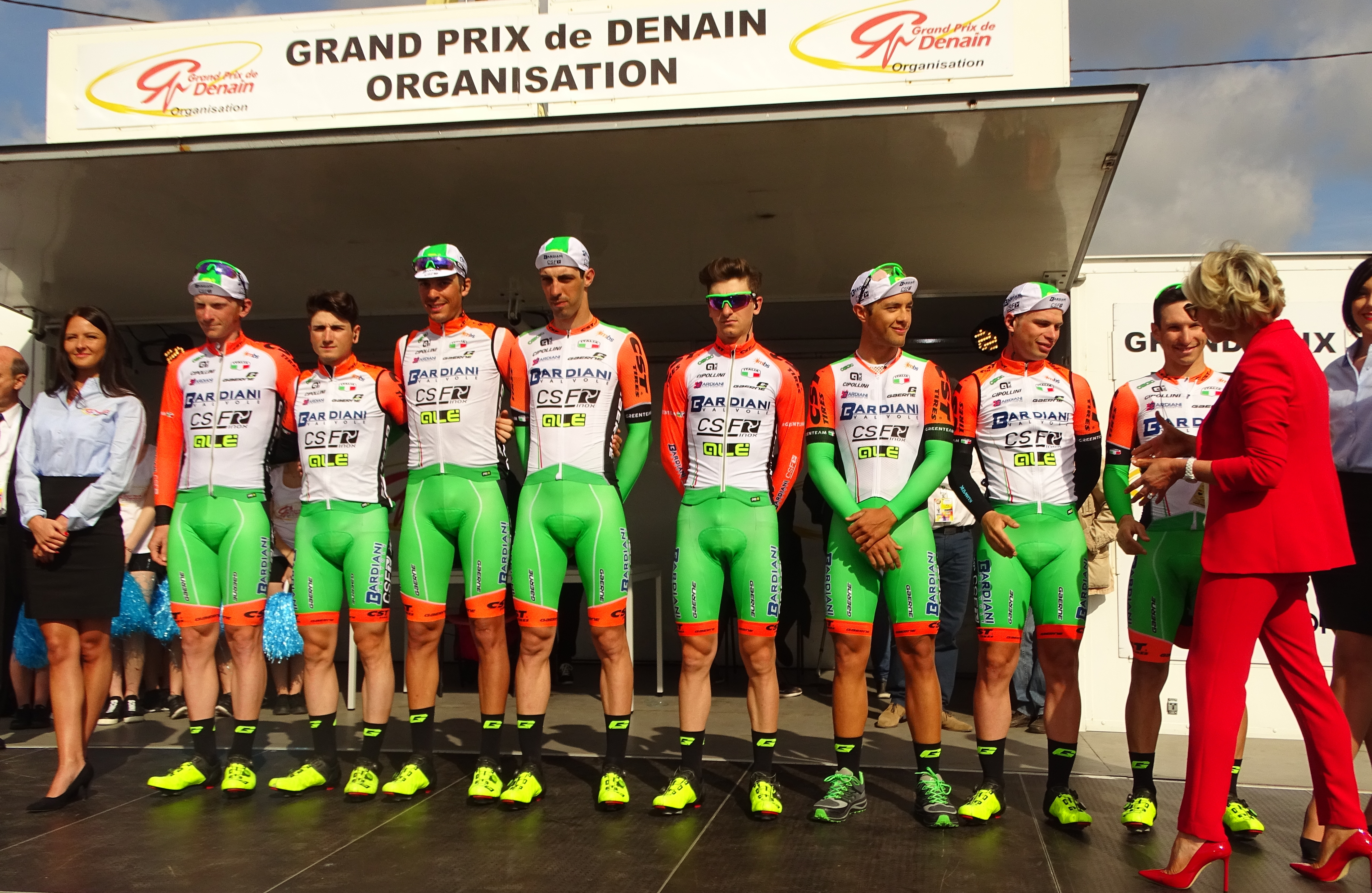
L'équipe Bardiani CSF lors du Grand Prix de Denain.

| Cycliste           | Date de naissance | Nationalité | Équipe 2016                 |  |
| ------------------ | ----------------- | ----------- | --------------------------- |  |
| Vincenzo Albanese  | 12 novembre 1996  | Italie      | Hopplà-Petroli Firenze      |  |
| Simone Andreetta   | 30 août 1993      | Italie      | Bardiani CSF                |  |
| Enrico Barbin      | 4 mars 1990       | Italie      | Bardiani CSF                |  |
| Nicola Boem        | 27 septembre 1989 | Italie      | Bardiani CSF                |  |
| Michael Bresciani  | 20 décembre 1994  | Italie      | Zalf Euromobil Désirée Fior |  |
| Giulio Ciccone     | 20 décembre 1994  | Italie      | Bardiani CSF                |  |
| Mirco Maestri      | 26 octobre 1991   | Italie      | Bardiani CSF                |  |
| Marco Maronese     | 25 décembre 1994  | Italie      | Zalf Euromobil Désirée Fior |  |
| Niccolò Pacinotti  | 5 février 1995    | Italie      | Hopplà-Petroli Firenze      |  |
| Stefano Pirazzi    | 11 mars 1987      | Italie      | Bardiani CSF                |  |
| Lorenzo Rota       | 23 mai 1995       | Italie      | Bardiani CSF                |  |
| Nicola Ruffoni     | 14 décembre 1990  | Italie      | Bardiani CSF                |  |
| Paolo Simion       | 10 octobre 1992   | Italie      | Bardiani CSF                |  |
| Simone Sterbini    | 11 décembre 1993  | Italie      | Bardiani CSF                |  |
| Alessandro Tonelli | 29 mai 1992       | Italie      | Bardiani CSF                |  |
| Simone Velasco     | 2 décembre 1995   | Italie      | Bardiani CSF                |  |
| Luca Wackermann    | 13 mars 1992      | Italie      | Al Nasr Dubaï               |  |
| Edoardo Zardini    | 2 novembre 1989   | Italie      | Bardiani CSF                |  |

## Bilan de la saison

### Victoires
| Date       | Course                       | Pays       | Classe | Vainqueur      |
| ---------- | ---------------------------- | ---------- | ------ | -------------- |
| 27/02/2017 | 6e étape du Tour de Langkawi | Malaisie   | 2.HC   | Enrico Barbin  |
| 20/04/2017 | 3e étape du Tour de Croatie  | Croatie    | 2.1    | Nicola Ruffoni |
| 21/04/2017 | 4e étape du Tour de Croatie  | Croatie    | 2.1    | Nicola Ruffoni |
| 05/08/2017 | 6e étape du Tour de l'Utah   | États-Unis | 2.HC   | Giulio Ciccone |

### Résultats sur les courses majeures
Les tableaux suivants représentent les résultats de l'équipe dans les principales courses du calendrier international dans lesquelles l'équipe bénéficie d'une invitation (les cinq classiques majeures et les trois grands tours). Pour chaque épreuve est indiqué le meilleur coureur de l'équipe, son classement ainsi que les accessits glanés par Bardiani CSF sur les courses de trois semaines.

#### Classiques
| Classique            | Milan-San Remo | Tour des Flandres | Paris-Roubaix | Liège-Bastogne-Liège | Tour de Lombardie |
| -------------------- | -------------- | ----------------- | ------------- | -------------------- | ----------------- |
| Coureur (classement) |                |                   |               |                      |                   |

#### Grands tours
| Grand tour           | Tour d'Italie        | Tour de France | Tour d'Espagne |
| -------------------- | -------------------- | -------------- | -------------- |
| Coureur (classement) | Giulio Ciccone (95e) | non invitée    | non invitée    |
| Accessits            | -                    |                |                |